# Atrai
Atrai är ett underdistrikt i Bangladesh. Det ligger i den centrala delen av landet, 180 kilometer nordväst om huvudstaden Dhaka.
Trakten runt Atrai består till största delen av jordbruksmark. Runt Atrai är det tätbefolkat, med 881 invånare per kvadratkilometer.